# Badia Polesine
Badia Polesine is een gemeente in de Italiaanse provincie Rovigo (regio Veneto) en telt 10.719 inwoners (31-12-2004). De oppervlakte bedraagt 44,5 km², de bevolkingsdichtheid is 241 inwoners per km².

## Demografie
Badia Polesine telt ongeveer 4097 huishoudens. Het aantal inwoners steeg in de periode 1991-2001 met 2,5% volgens cijfers uit de tienjaarlijkse volkstellingen van ISTAT.
| Jaar | Inwoneraantal |
| ---- | ------------- |
| 1991 | 10.172        |
| 2001 | 10.431        |

## Geografie
Badia Polesine grenst aan de volgende gemeenten: Canda, Castagnaro (VR), Castelbaldo (PD), Giacciano con Baruchella, Lendinara, Masi (PD), Piacenza d'Adige (PD), Terrazzo (VR), Trecenta.

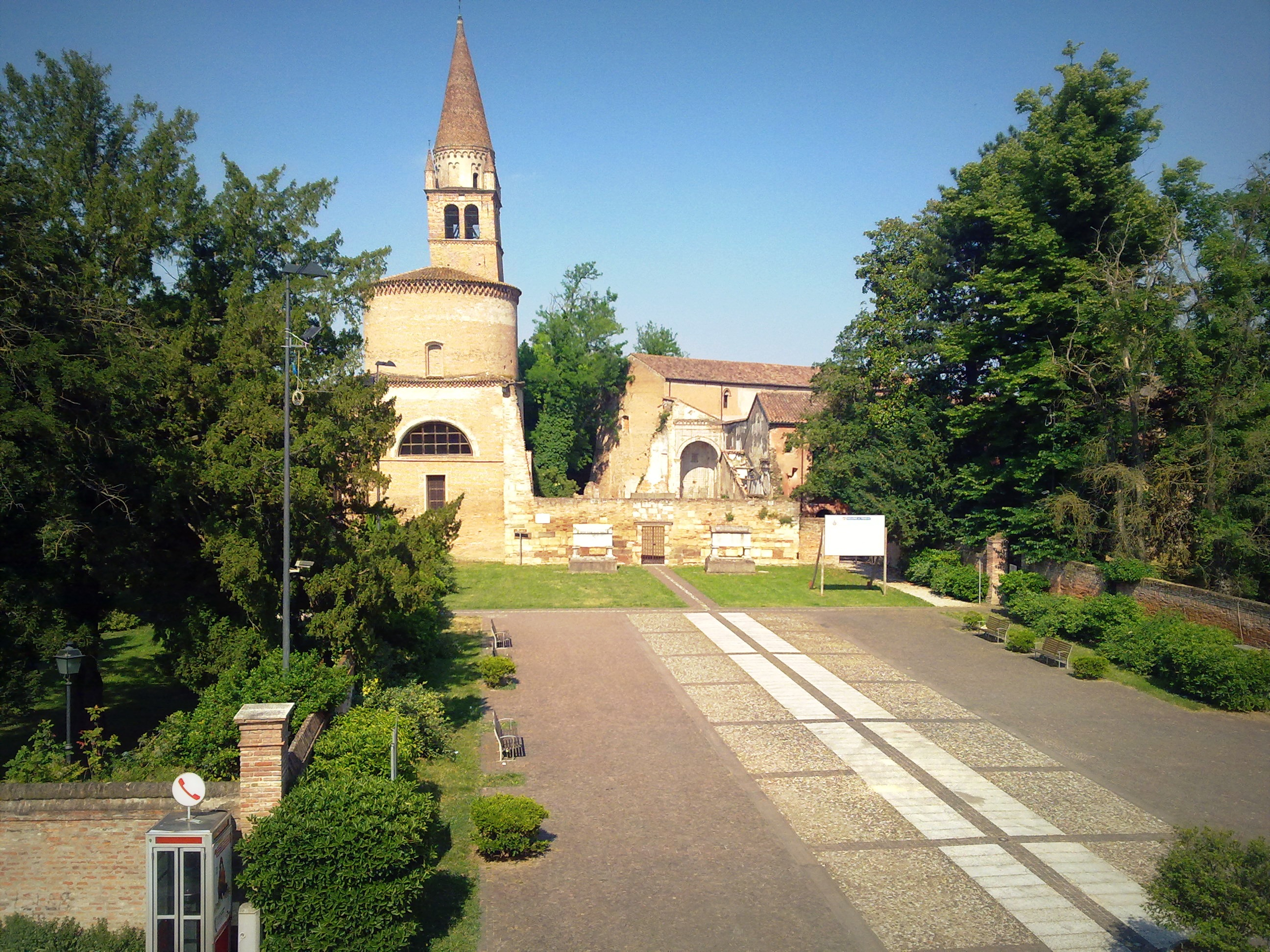
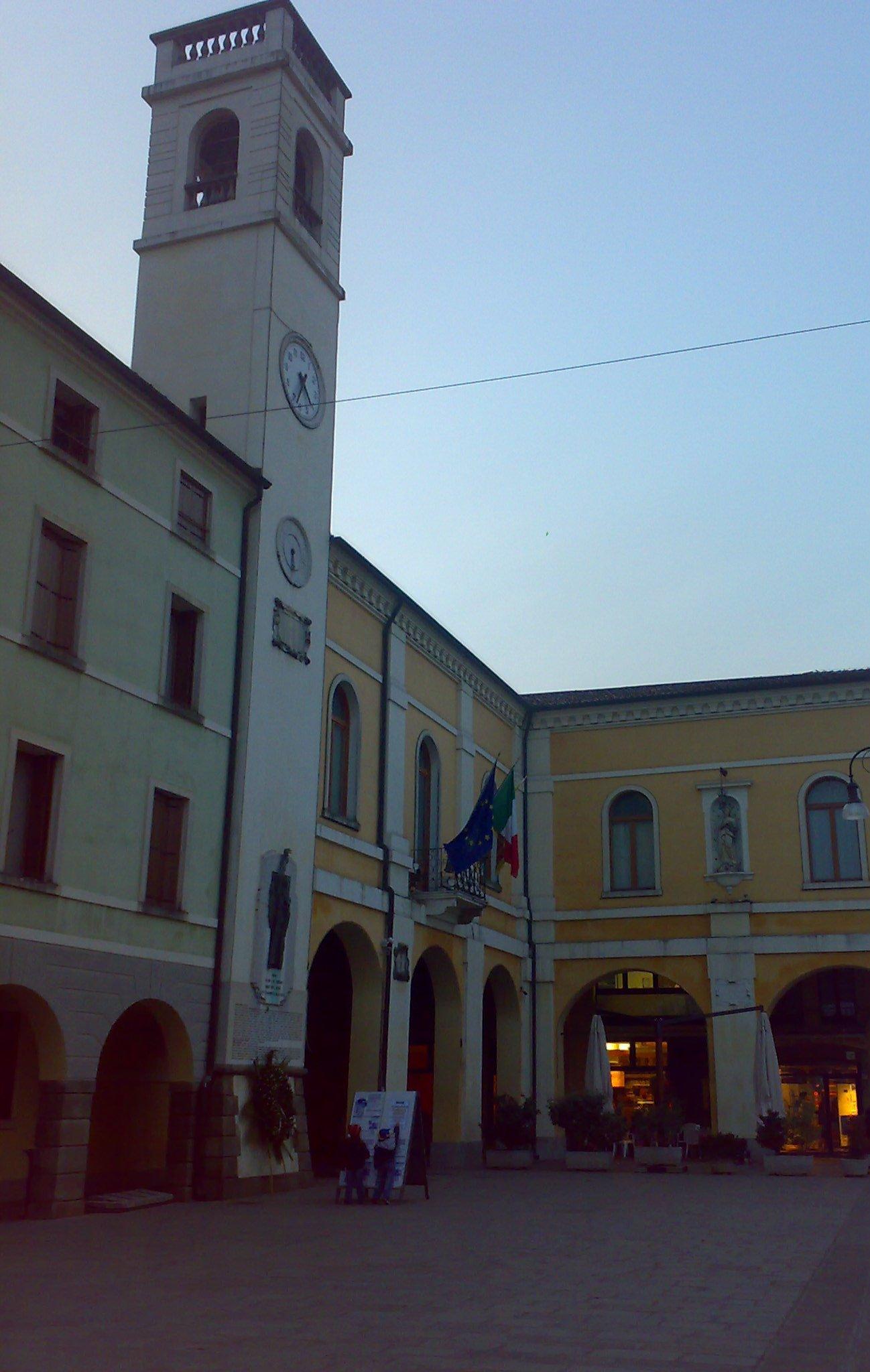
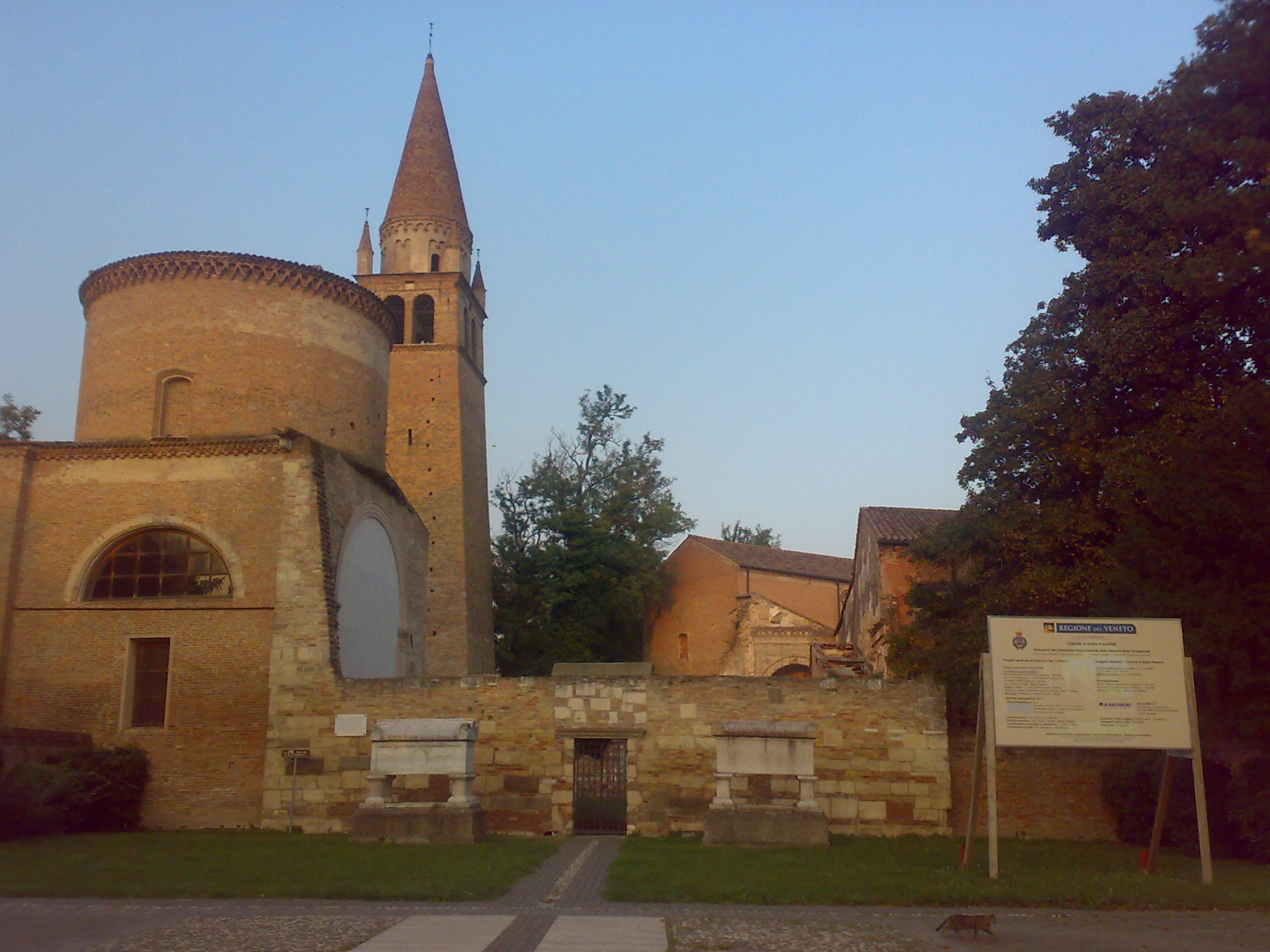
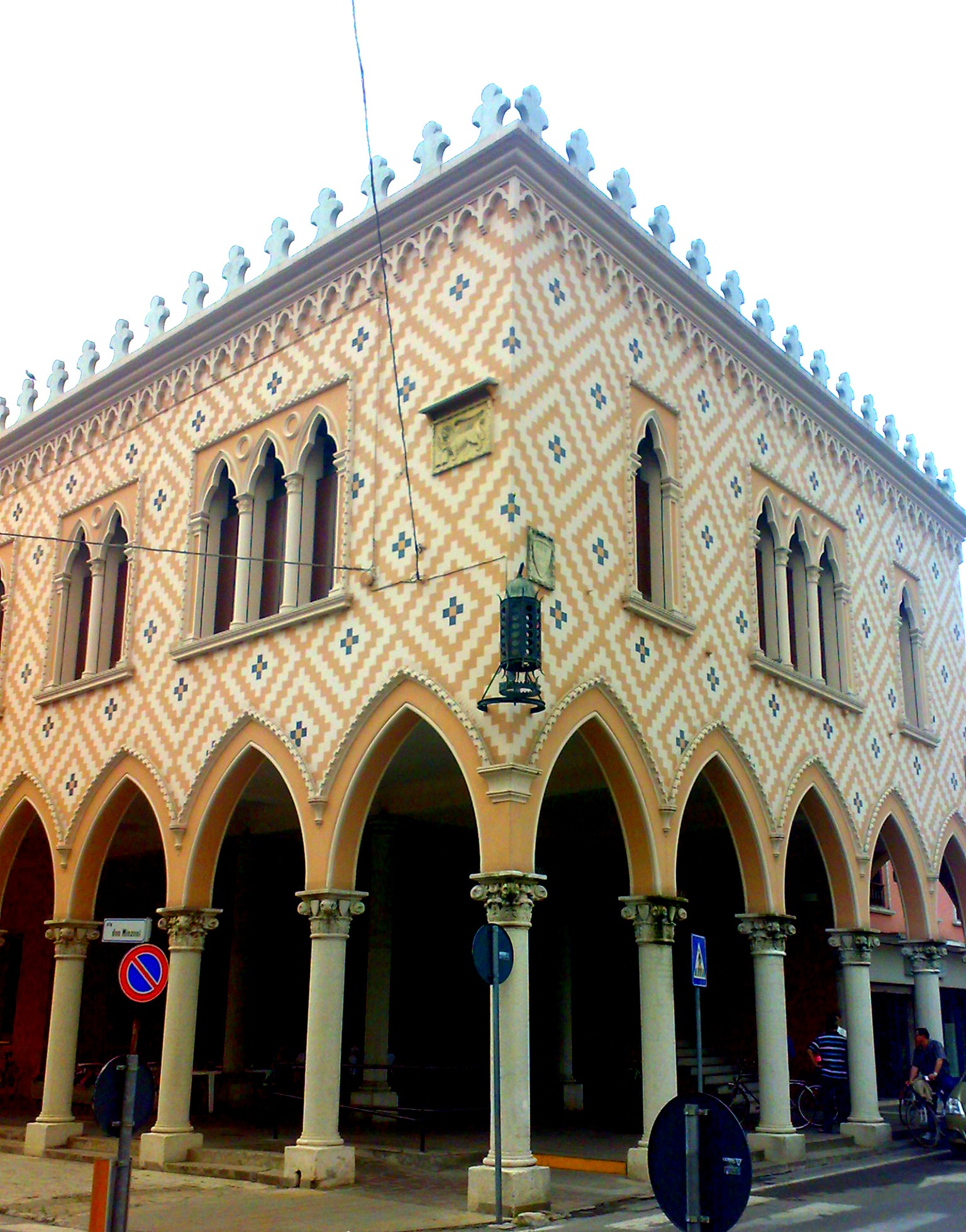
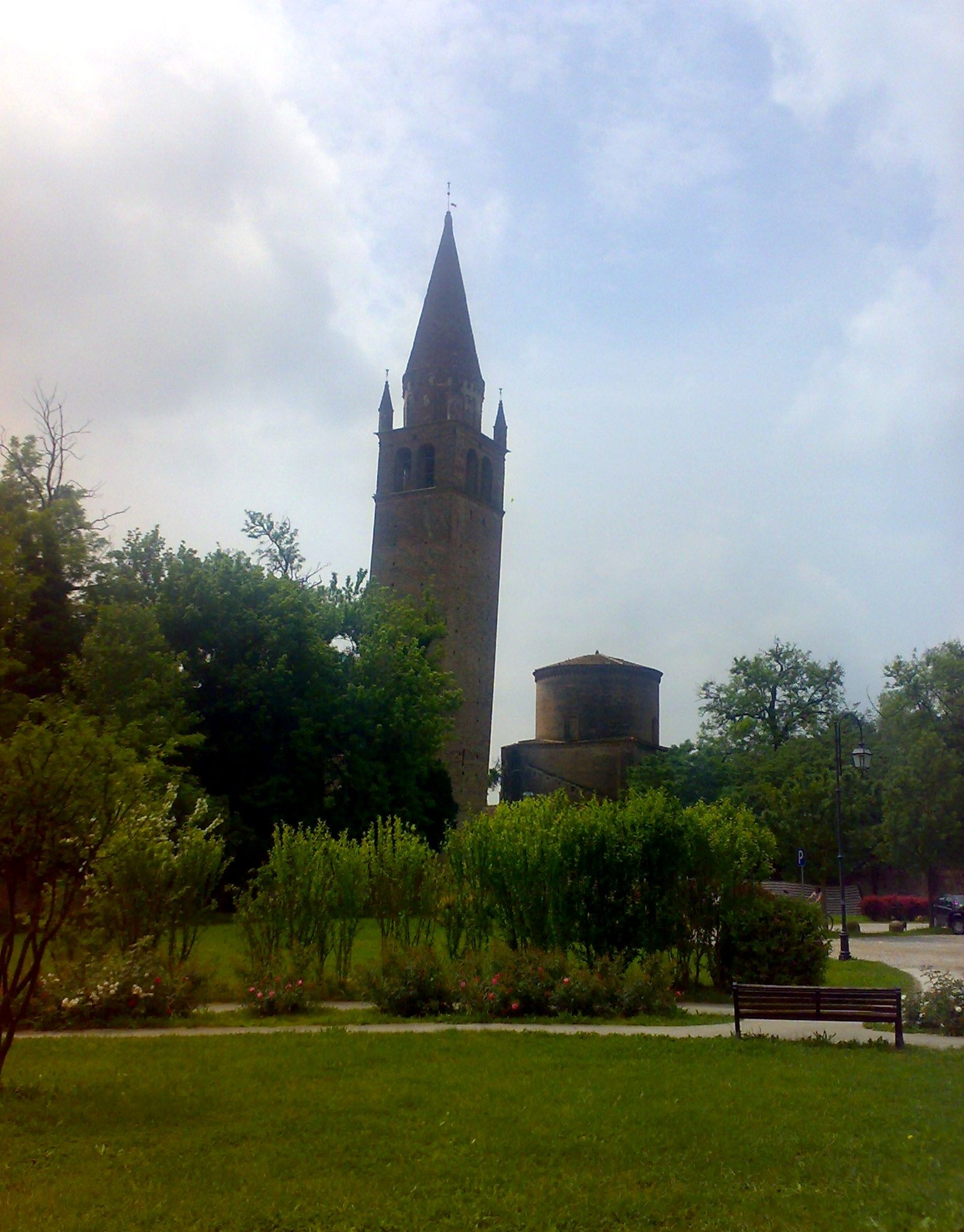
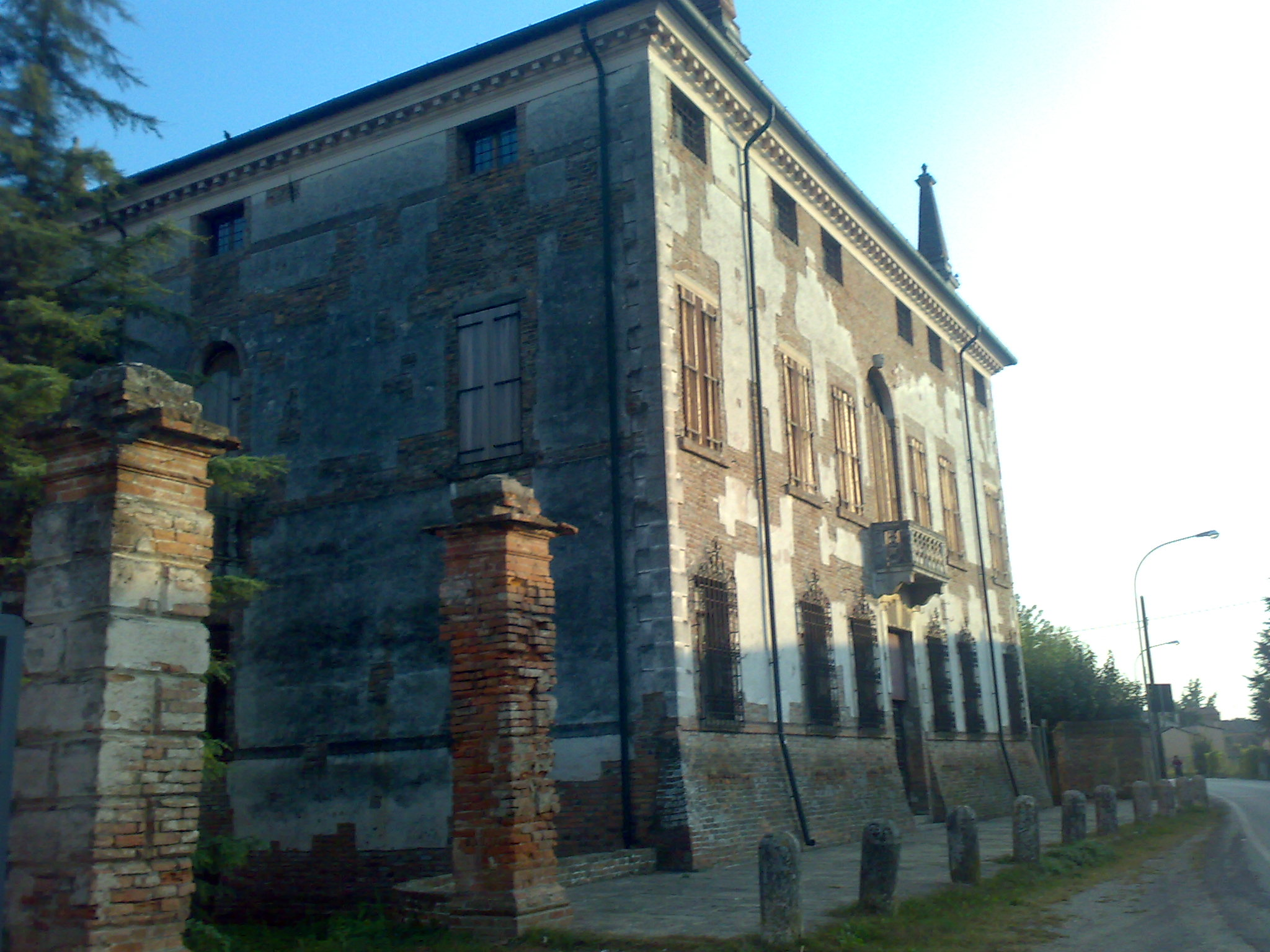
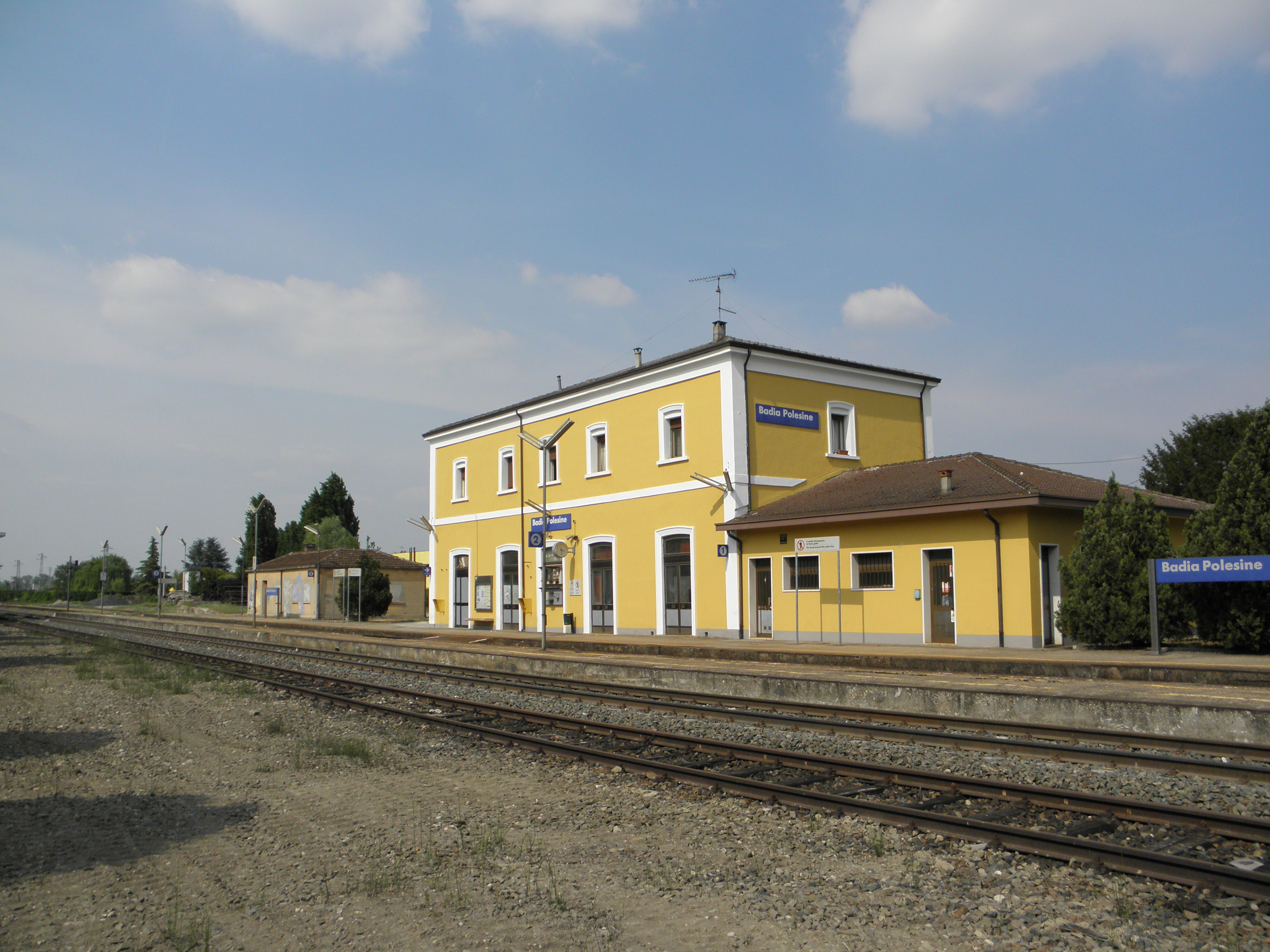

Adria · Ariano nel Polesine · Arquà Polesine · Badia Polesine · Bagnolo di Po · Bergantino · Bosaro · Calto · Canaro · Canda · Castelguglielmo · Castelmassa · Castelnovo Bariano · Ceneselli · Ceregnano · Corbola · Costa di Rovigo · Crespino · Ficarolo · Fiesso Umbertiano · Frassinelle Polesine · Fratta Polesine · Gaiba · Gavello · Giacciano con Baruchella · Guarda Veneta · Lendinara · Loreo · Lusia · Melara · Occhiobello · Papozze · Pettorazza Grimani · Pincara · Polesella · Pontecchio Polesine · Porto Tolle · Porto Viro · Rosolina · Rovigo · Salara · San Bellino · San Martino di Venezze · Stienta · Taglio di Po · Trecenta · Villadose · Villamarzana · Villanova Marchesana · Villanova del Ghebbo
1. ↑  https://demo.istat.it/?l=it.